# Nefarious (filme)
Nefarious é um filme de terror independente cristão estadounidense de 2023 escrito e dirigido por Chuck Konzelman e Cary Solomon, baseado no romance de 2016 de Steve Deace, A Nefarious Plot. É estrelado por Jordan Belfi como um psiquiatra que deve determinar se um condenado no corredor da morte (Sean Patrick Flanery) está fingindo sua suposta possessão demoníaca. O filme foi lançado em 14 de abril de 2023.

## Trama
Em uma penitenciária estadual, o psiquiatra Dr. James Martin chega para avaliar um notório assassino em série e condenado à morte chamado Edward Wayne Brady, que se acredita ter assassinado pelo menos onze pessoas. Martin acaba de substituir o Dr. Alan Fischer, que cometeu suicídio após entrevistar Edward. O diretor Tom Moss avisa Martin que Edward é um manipulador especialista que pode "entrar em sua cabeça". Edward está programado para morrer eletrocutado às 23h, a menos que Martin o encontre mentalmente doente e incompetente para ser executado. Se Martin achar Edward são, no entanto, ele será executado. Moss espera que Martin não concorde com Fischer, que estava pronto para declarar Edward louco.
Edward insiste que ele é realmente um demônio habitando o corpo de Edward, e seu verdadeiro nome é "Nefariamus", embora ele responda a Nefarious. Ele desafia ainda mais a suposição de Martin de que está tentando escapar da punição. Ele quer que Edward seja executado. Nefarious também conhece muitos detalhes sobre a vida profissional e pessoal de Martin, e diz que antes do fim do dia, Martin terá cometido três assassinatos.
Nefarious acusa Martin de sacrificar sua mãe em estado terminal para conseguir seu dinheiro. Martin fica com raiva e ameaça ir embora, mas muda de ideia. Ateu, Martin não hesita em concordar em dar permissão a Nefarious para possuí-lo. Nada parece acontecer. Suspeitando que Edward sofra de transtorno dissociativo de identidade, Martin tenta alcançar Edward, mas Nefarious permite apenas acesso limitado ao homem tímido e abatido. Martin então extrai a explicação de Nefarious sobre o papel dos demônios no mundo. Martin insiste que o mundo está recuperando a superioridade moral, mas Nefarious ri e diz a ele que o mundo está pior do que nunca: por exemplo, há mais escravidão agora do que durante o Império Romano.
Martin declara que Nefarious não está inventando, mas, ao contrário, tem um sistema de crenças insano e que está certificando que Edward não está apto para ser executado. Quando Martin vai embora, porém, Nefarious o acusa de se aproveitar de sua namorada grávida que está fazendo um aborto naquele exato momento na crença equivocada de que Martin não a abandonará depois. Cacarejos nefastos de alegria, dizendo que "todo o inferno está em festa" no momento do aborto. Martin sai correndo para ligar para a clínica; consegue falar com sua mulher por alguns segundo, mas nesse tempo, não a impede de realizar o aborto, então a ligação cai e, em uma nova ligação a clínica, recebe a informação de que o aborto foi realizado.
Nefarious diz a Martin que quer que ele escreva um livro chamado The Dark Gospel, uma obra satânica, que ele diz confusamente já está escrito. Martin é chamado pelo Diretor Moss, que acaba de encontrar na cela da prisão de Edward um álbum de recortes da vida de Martin e um manuscrito já escrito para The Dark Gospel. Martin confronta Nefarious, que escapa e estrangula Martin, ameaçando matá-lo a menos que ele implore por sua vida, o que Martin faz. Enquanto Edward é espancado pelos carcereiros da prisão, Martin assina o documento que declara Edward são o suficiente para ser executado. Assim, de acordo com Nefarious, Martin cometeu três assassinatos: sua mãe, seu filho ainda não nascido e Edward.
Enquanto Edward se senta na cadeira elétrica, Nefarious pergunta a Martin se ele aceita a oferta de colher os frutos da publicação do evangelho de Nefarious. Martin balança a cabeça. Edward sofre uma dolorosa e hedionda eletrocussão. Nefarious então possui Martin e o força a tentar o suicídio. Martin ora espontaneamente a Deus pedindo ajuda, e a arma que ele está usando falha o tiro.
Um ano depois, um Martin visivelmente mudado está em um estúdio de TV promovendo A Nefarious Plot, que é baseado em The Dark Gospel, mas ele o reescreveu como um aviso contra as forças demoníacas que tentam todos nós. Ao sair do estúdio, ele encontra uma mulher sem-teto que - evidentemente possuída por Nefarious - se dirige a ele ameaçadoramente pelo nome.

## Elenco
| Ator                 | Papel                          |
| -------------------- | ------------------------------ |
| Sean Patrick Flanery | Nefarious / Edward Wayne Brady |
| Jordan Belfi         | dr. James Martin               |
| Tom Ohmer            | diretor Tom Moss               |
| Glenn Beck           | como si mesmo                  |
| Daniel Martin Berkey | padre Louis                    |
| Mark De Alessandro   | dr. Alan Fischer               |
| Cameron Arnett       | gerente Styles                 |
| James Healy Jr.      | carcereiro no portão.          |
| Sarah Hernandez      | agente Mendez                  |
| Jarret LeMaster      | oficial Wilson                 |
| Grifon Aldren        | sargento Wilborn               |
| Eric Hanson          | diretor-assistente Anderson    |
| Stelio Savante       | detetive Russo                 |
| Robert Peters        | dr. Stewart                    |
| Tina Toner           | Renee Davenport                |
| Maura Corsini        | Melanie Carter                 |

## Produção
A fotografia principal ocorreu em Oklahoma City no final de 2021.

## Release

### Bilheteria
Nefarious foi lançado nos cinemas em 14 de abril de 2023. Ele arrecadou US$ 1,3 milhão em 933 salas de cinema em seu fim de semana de estreia, terminando em 10º nas bilheterias.

### Resposta crítica
No site agregador de resenhas Rotten Tomatoes, 33% das 15 resenhas dos críticos são positivas, com nota média de 4/10. O público do Rotten Tomatoes deu ao filme uma avaliação positiva de 97%. O público consultado pelo CinemaScore deu ao filme uma nota média de "B+" em uma escala de A+ a F, enquanto os entrevistados pelo PostTrak deram uma pontuação positiva de 69%, com 61% dizendo que definitivamente o recomendariam.
Rill Goodykoontz, do The Arizona Republic, deu ao filme duas estrelas de cinco possíveis, afirmando que faltava sutileza e que as opiniões expressas do demônio eram simplesmente um porta-voz dos cineastas. Roger Moore, do Movie Nation, deu ao filme uma estrela de quatro possíveis, expressando desdém pelo roteiro e seus argumentos, dizendo que o filme "falha como horror e como um discurso carregado de riso sobre religião".
Por outro lado, Bill Newcott, do The Saturday Evening Post, disse sobre o filme: "Nefarious pode não ser um ótimo filme, mas é um filme confiante e, às vezes, pode levá-lo exatamente aonde você deseja ir."